# Bruto nacionalni dohodak
Bruto nacionalni dohodak je jedan od centralnih pojmova Narodnog gospodarstva. Označava ukupnu vrijednost svih proizvoda i usluga koje se u toku godine proizvedu u jednoj državi uzimajući u obzir poreze, subvencije, otpisnine i prireze.
Uključuju se i neto dohodci svih usluga koje se izvezu. 